# Tommerup Stationsby
 Ikke at forveksle med Tommerup.
Tommerup Stationsby er en by på det centrale Fyn – kaldet Højfyn – med 2.462 indbyggere  (2024), beliggende 3 km nordvest for Tommerup, 6 km sydøst for Vissenbjerg, 19 km sydvest for Odense og 23 km nordøst for Assens. Byen hører til Assens Kommune og ligger i Region Syddanmark.
Tommerup Stationsby hører til Broholm Sogn, der i 1930 blev udskilt fra Tommerup Sogn. Broholm Kirke, der blev indviet i 1907, ligger i den nordlige ende af byen, ½ km vest for gården Broholm.
I 1970-2006 hørte byen til Tommerup Kommune. Tommerup Stationsby har lokalråd fælles med Tommerup. De to byer repræsenterer tilsammen Danmark i Cultural Village of Europe, der er et netværk af 12 mindre byer i Europa.

## Lilleskov Teglværk
Vissenbjergbakkerne har været hjemsted for op til 15 teglværker. Lilleskov Teglværk (de) på sydsiden af Brænde Ådal indstillede teglproduktionen i 1983 som det sidste. I 1985 blev en forening stiftet med det hovedformål at drive teglværket som nationalt teglværksmuseum. Museet har en lerbane, der fører 400 m ud til en lergrav. Lilleskov er også et lokalt kulturhus med mange arrangementer. Foreningen står for skinnecyklerne, som man om sommeren kan leje til en tur på den nedlagte Assensbane.

## Faciliteter
- Tallerup Skole har godt 500 elever, fordelt på 0.-9 klassetrin, og SFO som fritidstilbud for elever i 0.-3. klasse. Midt i skolegården findes en gruppe fugle, skabt af billedhuggeren Kai Nielsen. Desuden er skolen udsmykket af kunstelevernes skulpturer.
- Børnehuset Himmelrummet ved siden af skolen har plads til 67 børn. Der er 10 ansatte.[3]
- Musik- og naturbørnehuset Kilden er en privat daginstitution med 50 børnehavepladser og 20 vuggestuepladser.[4]
- DSB's regionaltog Odense-Fredericia og FynBus-rute 268P Haarby-Glamsbjerg-Vissenbjerg-Søndersø har stoppested i byen.
- Byen har 2 supermarkeder, grillbar, apotek, lægehus, tandlæge og fysioterapeut.

### Fyrtårn Tommerup
Tommeruphallen, der blev indviet i 1967, har udviklet sig til det store kompleks Fyrtårn Tommerup med idrætscenter, svømmehal, bibliotek, musikskole og fitnesscenter.
- Idrætscentrets 2 haller kan bruges til håndbold, futsal, volleyball, basketball, badminton, tennis og bordtennis. Hal 1 kan rumme 350 personer til konferencer, 600 til fester, 800 til messer og koncerter; hallen kan deles med en lydvæg. Hal 2 kan rumme lidt flere: 400 til konferencer, 800 til fester og koncerter, 1000 til messer.
- Centret har desuden cafe, 2 aktivitetsrum med plads til hhv. 25 og 35 udøvere og 4 mødelokaler, 2 til 20 personer og 2 større til hhv. 30 og 70 personer.
- Svømmehallen har 25 meter bassin med 27° vand, vipper på 1 og 3 meter og banetove til 6 baner. Desuden er der varmtvandsbassin med 80 cm dybde og 33° vand.
- Fyrtårn udlejer 9 værelser med bad (8 4-sengs værelser og et dobbeltværelse) samt 3 storrumsværelser uden bad med plads til hhv. 8, 10 og 12 personer.
- Blandt foreninger der holder til i Fyrtårn kan nævnes: Tommerup Håndbold Klub, der blev stiftet 1903; Tommerup Svømmeklub, der bl.a. dyrker vandpolo; foreningen SooBak, som har et halvt hundrede medlemmer der dyrker kampsporten Taekwondo.[5]
- Tommerup Boldklub er en fodboldklub, der blev stiftet i 1949. Dens anlæg består af en kunstgræsbane, der bliver brugt som opvisningsbane hvor alle hjemmekampe spilles, og to 11-mandsbaner. Klubben har klubhus over for Fyrtårn.

## Historie

### Jernbanen
Den fynske hovedbane (Nyborg-Middelfart) blev indviet i 1865. Den fik Tommerup Station anlagt på et øde sted tæt ved Brænde Ås udspring. Stationen fik navn efter den daværende landsby Tommerup 4 km mod sydøst. Området syd for stationen hed egentlig Tallerup. På gamle kort finder man navnene Tallerupgård, Lille Tallerup, Tallerup Huse og Talleruplund.
Stationen blev jernbaneknudepunkt, da den blev udgangspunkt for Assensbanen (1884-1966). Assensbanens skinner ligger der stadig undtagen på stationsterrænet i endestationerne Tommerup Stationsby og Assens. Banen var 29,2 km lang, og heraf kan man køre på skinnecykel på 28,5 km.

### Stationsbyen
I 1899 omtales Tommerup Stationsby således: "1/2 Mil N. V. for Byen Tommerup Jærnbane- og Telegrafstation ved den fynske Hovedbane og Udgangspunkt for Banen til Assens; ved Stationen et Forsamlingshus (opf. 1888), et Andelsmejeri (Tallerup), Gæstgiveri, flere Købmænd samt Pogeskole;" Det lave målebordsblad fra 1900-tallet viser desuden et "højskolehotel", en fabrik og et elværk.
I 1911 var fordelingen efter næringsveje: 70 levede af landbrug, 288 af håndværk og industri, 54 af handel, 117 af transport.
I 1927 omtales Tommerup Stationsby således: "der er her Skole, Forskole, Forsamlingshus, Højskolehjem, Andelsmejeriet »Tallerup«, Teglværk, Elektricitetsværk, Telegrafstation og Postekspedition samt flere Købmandsforretninger og mange Haandværkere." I 1930 var fordelingen efter næringsveje: 103 levede af landbrug, 428 af håndværk og industri, 64 af handel, 125 af transport, 25 af immateriel virksomhed, 66 af husgerning, 94 var ude af erhverv og 2 havde ikke angivet indkomstkilde.

### Hørskætteriet
I 1918 blev der på den tidligere savværksgrund opført et hørskætteri, som modtog hør fra kontraktavlere og skrabede de små træagtige stumper (skæverne) af, så hørplanternes lange fibre kunne blive til en brugbar tråd. For at oprette et væveri i tilknytning til skætteriet blev der i 1926 ansat en væver, der var uddannet på tekstilskole i Tyskland. Han brød dog med firmaet og startede i Knarreborg sit eget firma "Tommerup Væveri", som blev en stor virksomhed med 475 ansatte i sin storhedstid. Hørvævsmuseet på Krengerup fortæller den fynske hørindustris historie.

### Folketal
| 1906 | 1911 | 1916 | 1921 | 1925 | 1930 | 1935 | 1940  | 1945  | 1950  | 1955  | 1960  | 1965  |
| ---- | ---- | ---- | ---- | ---- | ---- | ---- | ----- | ----- | ----- | ----- | ----- | ----- |
| 260  | 617  | 550  | 750  | 827  | 907  | 988  | 1.008 | 1.157 | 1.287 | 1.372 | 1.402 | 1.457 |

## Tommerup Elektronik
Tommerup Elektronik A/S blev grundlagt i 1984 og udsprang af Vølund/Electrolux, da de indstillede produktionen i Danmark – Vølund havde produceret vaskemaskiner i Tommerup siden omkring 1960. De to nuværende ejere købte Tommerup Elektronik i 2009 og beskæftiger nu 24 medarbejdere. I 2015 investerede firmaet i en højhastighedslinje, der kan montere 75.000 komponenter i timen og håndtere print på 1½ meters længde.

## Tommerup Keramiske Værksted
Det Keramiske Værksted blev etableret på Tommerup Teglværk i december 1987. Her kommer Bjørn Nørgård, Peter Brandes og andre kunstnere, når de skal have brændt kæmpestore krukker, relieffer og andre keramiske værker i værkstedets gasfyrede højovn. Brandes lavede en 468 cm høj krukke til verdensudstillingen i Sevilla i 1992. Den krukke var på det tidspunkt den største keramiske genstand, der nogensinde er fremstillet og brændt i ét stykke. Men Brandes har slået sin egen rekord med 3 krukker i Roskilde, hvoraf den største er 514 cm høj og vejer 8.200 kg. En 2,8 meter høj vase til Kronprins Frederiks og Kronprinsesse Marys bryllup står i Marselisborg Slotspark i Aarhus. 